# Jucancistrocerus simillimus
Jucancistrocerus simillimus är en stekelart som först beskrevs av Moravitz 1867.  Jucancistrocerus simillimus ingår i släktet Jucancistrocerus och familjen Eumenidae. Inga underarter finns listade i Catalogue of Life.